# Židovský hřbitov v Květuši
Židovský hřbitov v Květuši je situován necelý 1 km severozápadně od vsi a je přístupný po polní cestě odbočující doprava od silnice č. 123 na Nosetín.
Zdejší židovský hřbitov byl založen někdy v 18. století. Nejstarší náhrobky jsou datovány do roku 1782. Poslední pohřeb se zde konal v roce 1929
Areál hřbitova byl po 2. světové válce zdevastován.